# Sonoma-Baumwühlmaus
Die Sonoma-Baumwühlmaus (Arborimus pomo) ist ein in Kalifornien endemisches Nagetier in der Gattung der Baumwühlmäuse. Die Art ist eng mit der Roten Baumwühlmaus (Arborimus longicaudus) verwandt. Der deutsche Name bezieht sich auf den Fundort des Typusexemplars im Sonoma County.

## Merkmale
Mit einer Kopf-Rumpf-Länge von 95 bis 103 mm, einer Schwanzlänge von 64 bis 73 mm und einem Gewicht von 29 bis 45 g ist die Art eine kleine Wühlmaus. Sie hat 19 bis 20 mm lange Hinterfüße und 10 bis 12 mm lange Ohren. Von den Geschlechtern sind Weibchen größer. Neben der Roten Baumwühlmaus, deren Verbreitungsgebiet im Norden anschließt, ist die Sonoma-Baumwühlmaus die einzige Wühlmaus in Nordamerika mit rotbraunem Fell auf der Oberseite. Unterseits kommt hellgraues Fell vor, das orange Tönungen aufweisen kann. Auf dem Schwanz sind einige Haare vorhanden. Kennzeichnend ist die Form des Zahnschmelzes auf den molaren Zähnen. Der diploide Chromosomensatz kann aus 40 oder 42 Chromosomen bestehen (2n=40-42). Die Rote Baumwühlmaus hat dagegen 48 bis 54 Chromosomen.

## Verbreitung
Diese Wühlmaus ist in einem breiten Streifen entlang der Pazifikküste von San Francisco bis etwa zur Nordgrenze des Humboldt County verbreitet. Sie hält sich in feuchten Nadelwäldern auf, die von der Gewöhnlichen Douglasie dominiert werden. Andere Bäume der Region sind Mammutbäume, Sitka-Fichte, Westamerikanische Hemlocktanne und Küsten-Tanne.

## Lebensweise
Die Sonoma-Baumwühlmaus ist vermutlich vorrangig nachtaktiv. Sie klettert auf Bäumen und legt ihr Nest in 2 bis 50 Meter Höhe in Douglasien und anderen Nadelbäumen an. Manchmal nutzt sie Nester von Vögeln, Eichhörnchen oder Amerikanischen Buschratten weiter. Die Nahrung besteht hauptsächlich aus Nadeln der Gewöhnlichen Douglasie, die mit Zweigen, Bast und anderen Pflanzenteilen komplettiert werden. Diese werden zuvor zum Nest transportiert. Die Fortpflanzung ist an keine Jahreszeit gebunden. Weibchen können sich innerhalb eines Tages nach der Geburt erneut paaren. Gelegentlich tritt eine verzögerte Embryoentwicklung auf. Die bis zu fünf Nachkommen (meist zwei) werden nach 27 bis 48 Tagen Trächtigkeit geboren. Die anfänglich hilfsbedürftigen Jungtiere erhalten 25 bis 46 Tage Muttermilch. Diese Wühlmaus wird vom Fleckenkauz, vermutlich anderen Eulen, Waschbären, vom Fischermarder und von einer Unterart des Merriam-Marders gejagt.

## Gefährdung
Waldrodungen und -brände wirken sich negativ auf den Bestand aus. Die ähnliche Rote Baumwühlmaus legt ihre Nester bevorzugt in alten Wäldern an. Laut Schätzungen von 2020 gibt es noch um 10.000 erwachsene Exemplare. Vermutlich nimmt die Gesamtpopulation innerhalb von 10 Jahren mit weniger als 30 Prozent ab. Die IUCN listet die Sonoma-Baumwühlmaus in der Vorwarnliste (near threatened).